# کیست شکلاتی

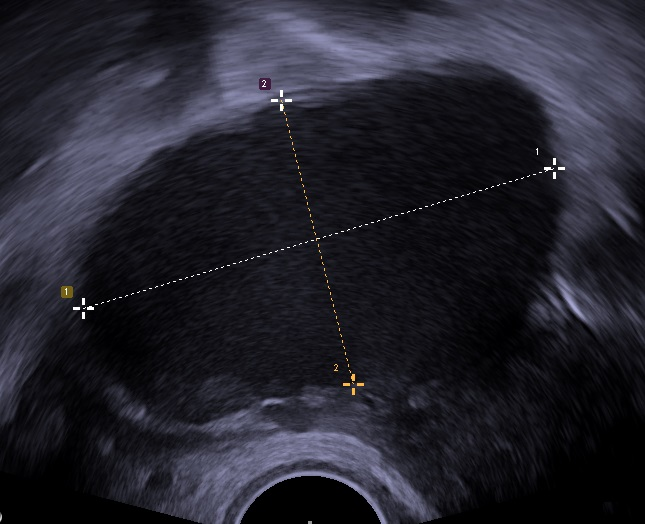
کیست آندومتریوما

کیست شکلاتی یا آندومتریوما (به انگلیسی: Endometrioma) به حضور بافت آندومتر داخل و گاهی روی یکی از تخمدان‌ها یا هر دوی آنها به‌صورت تکی یا چندتایی گفته می‌شود که شایعترین شکل بیماری آندومتریوز است و به آن آندومتریوز تخمدانی نیز گفته می‌شود. ظاهر کیست قهوه ای و قیرمانند و شبیه شکلات آب شده می‌باشد. مایعات داخل کیست‌ها خون غلیظ، تیره و قدیمی است. اندازه کیست‌ها ممکن است از ۵ تا ۲۰ سانتی‌متر هم باشد اما معمولاً کوچک‌تر از ۵ سانتیمتر هستند.
کیست شکلاتی در ۱۷ تا ۴۴٪ بیماران مبتلا به آندومتریوز یافت می‌شود و فرم پیشرفته آندومتریوز در مرحله سوم یا چهارم می‌باشد. آندومتریوز یعنی وجود بافت آندومتر واقع در خارج از رحم است که منجر به تشکیل بافت اسکار، چسبندگی و واکنش‌های التهابی می‌شود؛ اما معمولاً یک رشد خوش‌خیم است.

## تأثیر بر باروری
کیست‌های شکلاتی می‌توانند به بافت سالم تخمدان حمله کرده و در صورتیکه بزرگ باشند، به آن‌ها آسیب برسانند. گاهی پزشک مجبور به برداشتن تخمدان‌ها می‌شود که تهدیدی جدی برای باروری است. زنانی که مبتلا به کیست‌های شکلاتی می‌شوند، ممکن است موارد زیر را تجربه کنند:
- کاهش شانس تخمک گذاری
  - آزاد کردن تخمک‌هایی با کیفیت پایین‌تر برای باروری
  - ترشح غیرطبیعی هورمون محرکه فولیکولی (FSH)
- علی‌رغم آسیبی که کیست‌های شکلاتی به تخمدان وارد می‌کند، بسیاری از زنان مبتلا به آن می‌توانند به‌طور طبیعی باردار شوند.[۵]

## درمان
هدف از درمان پزشکی این کیست‌ها، کاهش علائم و ایجاد تخمک گذاری طبیعی است. داروهای ضد التهاب غیراستروئیدی (NSAID) اغلب در بیمارانی که درد لگن دارند، تجویز می‌شود. به‌طور معمول اولین درمان استفاده از قرص‌های هورمونی مانند پروژسترون (به عنوان مثال، مدروکسی پروژسترون استات)، دانازول، ژسترینون یا هورمون آزادکننده گنادوتروپین (GnRH) می‌باشد. گاهی قرص‌های ضدبارداری به جای داروهای غیر استروئیدی برای کاهش علائم کیست‌ها تجویز می‌شود. اما این داروها غالباً در درمان آندومتریوم بی اثر هستند و هر گونه تسکین در طول مصرف داروها کوتاه مدت است. همچنین درمان با این قرص‌ها عوارض جانبی دائمی مانند گرگرفتگی، پوکی استخوان، کلفت شدن صدا، افزایش وزن و رشد موهای زائد را ایجاد می‌کند.
جراحی لاپاراسکوپی برای درمان این کیست‌ها شامل برداشتن چسبندگی تخمدان و آندومتریوم است. آندومتریوم برای درمان قطعی اغلب نیاز به تخلیه از طریق جراحی دارد و برداشتن آن بهتر از استفاده از داروهایی است که تنها به‌صورت موقت علائم را کاهش می‌دهند. جراحی نیز می‌تواند باعث کاهش ذخیره تخمدان و آسیب به تخمدان‌ها شود. جراحی با لیزر با اینکه آسیب کمتری به تخمدان وارد می‌کند اما احتمال برگشت بالاتری دارد و در برخی شرایط باعث می‌شود بافت آندومتری مجدداً بعد از جراحی به سرعت رشد کند.